# Men of the North
Men of the North (Águias Humanas (título em Portugal) ) é um filme mudo norte-americano de 1930, do gênero faroeste, escrito e dirigido por Hal Roach; e estrelado por Gilbert Roland, Barbara Leonard, Arnold Korff, Robert Elliott e George Davis.

## Elenco
- Gilbert Roland – Louis La Bey
- Barbara Leonard – Nedra Ruskin
- Arnold Korff – John Ruskin
- Robert Elliott – Sargento Mooney
- George Davis – Corporal Smith
- Nina Quartero – Woolie-Woolie
- Robert Graves – Priest